# Cratere d'Alembert
d'Alembert è un grande cratere lunare di 233,55 km situato nella parte nord-occidentale della faccia nascosta della Luna, a nord-est del cratere Campbell, leggermente più piccolo.
Adiacente al bordo sudoccidentale si trova il cratere Slipher, a nord vi è il cratere Yamamoto ed a sud-sud-ovest il cratere Langevin.
Il cratere d'Alembert ha circa lo stesso diametro di Clavius, che si trova nell'altro emisfero, e ciò ne fa una delle formazioni più grandi della luna.
Come per molti crateri di dimensioni paragonabili, il bordo esterno di d'Alembert è battuto e consumato da impatti successivi. Oltre al cratere Slipher, altri crateri intersecano il bordo, ed il maggiore è d'Alembert Z, a settentrione. Vi è un piccolo cratere nella porzione interna del bordo di nord-ovest che ha una profonda spaccatura nella sua parte est, ed un cratere ancora minore sulle pendici interne a sud-est. Nonostante l'erosione, il bordo rimane però ben discernibile come una formazione circolare sull'accidentato terreno circostante.
Il pianoro interno è relativamente piano e livellato, almeno in confronto con il tormentato territorio esterno. Vi si trovano numerosi piccoli impatti; i maggiori sono d'Alembert G e d'Alembert E, verso il bordo orientale. Verso sud-ovest il pianoro diviene più irregolare, per la presenza di materiale proiettato dall'impatto del cratere Slipher. Un paio di larghe spaccature si allontanano radialmente da quest'ultimo, cominciando verso il centro di d'Alembert e terminando circa a metà strada in direzione del bordo.
Il cratere è dedicato al fisico, matematico, filosofo e astronomo francese Jean Baptiste Le Rond d'Alembert.

## Crateri correlati
Alcuni crateri minori situati in prossimità di d'Alembert sono convenzionalmente identificati, sulle mappe lunari, attraverso una lettera associata al nome.
| d'Alembert | Coordinate             | Diametro (in km) |
| ---------- | ---------------------- | ---------------- |
| E          | 52°38′24″N 168°03′36″E | 20,16            |
| G          | 50°42′00″N 167°22′12″E | 17,94            |
| J          | 47°19′48″N 170°18′00″E | 20,31            |
| Z          | 55°15′00″N 165°46′12″E | 41,7             |